# Farchat Szaripow
Farchat Żurabajewicz Szaripow, ros. Фархат Журабаевич Шарипов (ur. 4 grudnia 1983 w Ałmaty) – kazachski reżyser i scenarzysta filmowy.

## Życiorys
Absolwent Kazachskiej Narodowej Akademii Sztuk w Ałmaty oraz New York Film Academy. Zadebiutował filmem fabularnym Opowieść o różowym zającu (2010), który odniósł duży sukces frekwencyjny w kazachskich kinach i dał impuls do rozwoju tamtejszej kinematografii.
Szaripow umocnił swoją pozycję kolejnymi filmami, opisującymi problemy społeczne współczesnego Kazachstanu i często nagradzanymi na międzynarodowych festiwalach: Sekret lidera (2018, Złoty św. Jerzy na MFF w Moskwie), 18 kiloherców (2020, Grand Prix na MFF w Warszawie) i Schemat (2022, nagroda główna jury w sekcji „Generation 14plus” na 72. MFF w Berlinie).